# Număr Mian-Chowla
Numerele Mian-Chowla sunt numere întregi an generate de următoarea relație de recurență: a1 = 1 iar, pentru n > 1, an este egal cu cel mai mic număr întreg cu proprietatea că sumele tuturor perechilor ai + aj sunt distincte, pentru toate valorile lui i și j mai mici sau egale cu n.
Șirul a fost inventat de Abdul Majid Mian și Sarvadaman Chowla.

## Definiție
Șirul începe cu 
{\displaystyle a_{1}=1.}
Apoi pentru {\displaystyle n>1}, {\displaystyle a_{n}} este cel mai mic număr întreg astfel încât fiecare sumă pereche
{\displaystyle a_{i}+a_{j}}
este distinctă, pentru toate valorile {\displaystyle i} și {\displaystyle j} mai mici sau egale decât {\displaystyle n}.

## Exemple
Inițial, pentru a1, există o singură sumă pereche, 1 + 1 = 2. Următorul termen din șir, a2 este 2 deoarece sumele pereche sunt 2 (adică 1 + 1), 3 (adică 1 + 2) și 4 (adică 2 + 2), care sunt distincte. Apoi a3 nu poate fi 3 deoarece are sumele pereche 1 + 3 = 2 + 2 = 4, care nu sunt distincte. Astfel a3 = 4 deoarece sumele pereche sunt 2, 3, 4, 5, 6 și 8. Astfel sunt generate primele numere din șirul Mian-Chowla, acestea sunt:
1, 2, 4, 8, 13, 21, 31, 45, 66, 81, 97, 123, 148, 182, 204, 252, 290, 361, 401, 475, ... 

## Proprietăți
Numerele fac parte dintr-o clasă mai largă de serii, seriile B2 sau seriile Sidon (numite după Simon Sidon), acestea sunt serii infinite de numere întregi cu proprietatea că sumele a doi termeni {\displaystyle a_{i}}  și {\displaystyle a_{j}}, unde i ≤ j, sunt diferite.